# ウシオ (家具・インテリア)

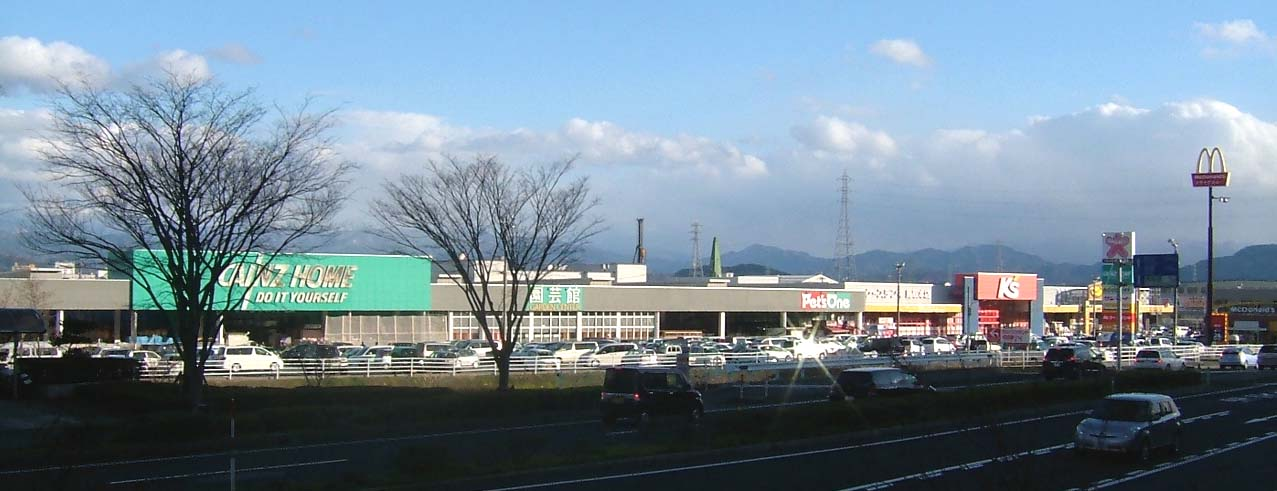
スーパーモール鳥取

株式会社ウシオ（英称：USHIO Co., Ltd.）は、鳥取県鳥取市に本社を置く小売企業である。
また、フランチャイズ契約によりホームセンター（カインズ）・家電量販店（ケーズデンキ）も運営している。

## 歴史・概要
1926年（大正15年）1月に潮辰美が潮建具工場を創業したのが始まりである。
1944年（昭和19年）4月に潮航空機株式会社を設立して木造航空機の製造を開始したが、1945年（昭和20年）9月に潮工業株式会社に社名を変更して製材・木材・家具・建具・木製品の製造・販売に業種転換した。
1952年（昭和27年）9月に製造部門を廃止して家具の小売販売専門に業種転換し1956年（昭和31年）8月に株式会社潮タンスに社名を変更した。
1963年（昭和38年）9月に貸衣裳部門営業開始し、1967年（昭和42年）6月に株式会社ウシオに社名を変更した。
1975年（昭和50年）1月3日に米子店を開店し、1977年（昭和52年）1月3日にインテルナウシオを開店した。

## 沿革
- 1926年（大正15年）1月 - 潮辰美が潮建具工場を創業[1]。
- 1944年（昭和19年）4月 - 潮航空機株式会社を設立して法人化し、木造航空機製造開始[広報 1]。
- 1945年（昭和20年）9月 - 潮工業株式会社に社名を変更し、製材・木材・家具・建具・木製品の製造・販売に業種転換[2]。
- 1952年（昭和27年）9月 - 製造部門を廃止し、家具の小売販売専門に業種転換[2]。
- 1956年（昭和31年）8月 - 株式会社潮タンスに社名を変更[2]。
- 1963年（昭和38年）9月 - 貸衣裳部門営業開始[広報 1]。
- 1967年（昭和42年）6月 - 株式会社ウシオに社名変更[2]。
- 1975年（昭和50年）1月3日 - 米子店を開店[3]。
- 1977年（昭和52年）1月3日 - インテルナウシオを開店[3]。
- 1978年（昭和53年）8月 - 貸衣裳ウシオ鳥取店開店[広報 1]。
- 1981年（昭和56年）8月 = 鳥取店にて家電部門としてダイイチ（現:エディオン）とフランチャイズ契約によりダイイチウシオ鳥取店開店
- 1985年（昭和60年）12月 - 家電量販店のダイイチウシオ湖山店を開店[4]。
- 1986年（昭和61年）1月 - 家電量販店のダイイチウシオ雲山店を開店[4]。
- 1994年（平成6年）12月 - カインズホーム鳥取店FCウシオを開店[5]。
- 1996年（平成8年）5月 - 株式会社カトーデンキ（現・株式会社ケーズホールディングス）とのフランチャイズ契約によりケーズデンキ鳥取店開店[広報 1]。
- 2000年（平成12年）6月 - ウシオ鳥取店をアムズ(Am's)鳥取店に店名変更。インテリア雑貨の小売開始。スーパーモール鳥取（複合商業施設）開店。
- 2005年（平成17年）11月 - 株式会社カインズとのフランチャイズ契約によりカインズモール津山店開店[広報 1]。
- 2018年（平成30年） - 本社を鳥取市二階町一丁目218番地から鳥取市二階町1丁目117番地へ移転
- 2020年（令和2年）12月 - アムズ(Am's)鳥取店を新築建て替え

## 店舗

### 鳥取市
- アムズ(Am's)鳥取店（鳥取市行徳155[2]、1977年（昭和52年）1月3日開店[3]）

延べ床面積約6,803m2、店舗面積約5,629m2、駐車台数約70台。
インテリア雑貨・家具
- 貸衣裳ウシオ鳥取店（鳥取市戎町117[2]、1978年（昭和53年）8月開店[2]）

延べ床面積約1,000m2
貸衣裳
- カインズFC鳥取店（ホームセンター）
- カインズFC日吉津店　(ホームセンター)
- ケーズデンキ鳥取店（家電量販店）

### 岡山県津山市
- カインズモール津山店（ホームセンター）

### 過去に存在していた店舗

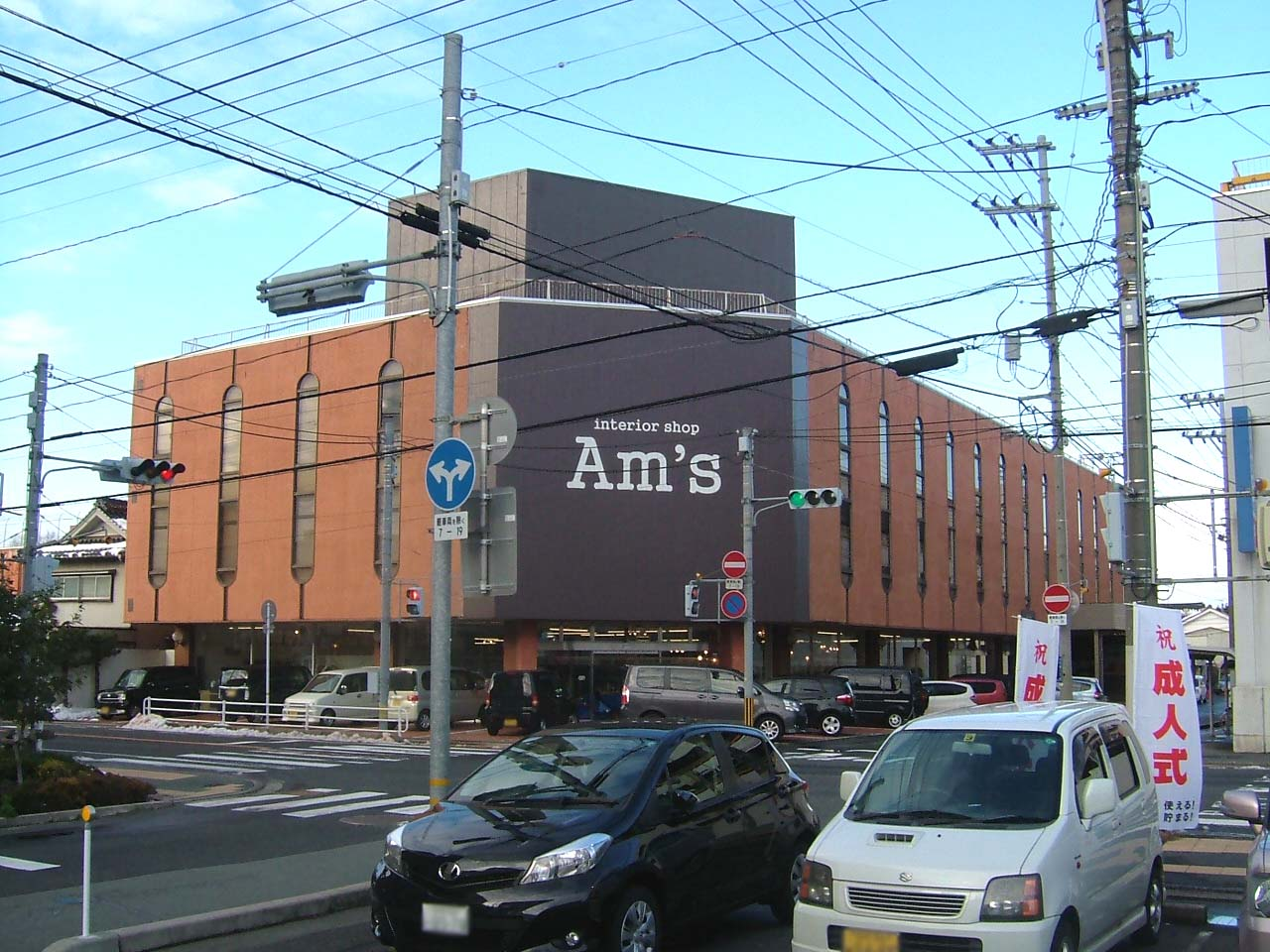
ウシオ鳥取店→アムズ鳥取店(1977年～2019年)

- ダイイチウシオ鳥取店（鳥取市行徳、1981年（昭和56年）8月開店～1996年（平成8年）閉店
  - カトー電気（現:ケーズデンキへの鞍替えに伴う閉店）

- ダイイチウシオ湖山店（鳥取市湖山街道[4]、1985年（昭和60年）12月開店[4]）

店舗面積約330m2、駐車台数約30台。
- ウシオ湖山店（鳥取市湖山街道[4]、1985年（昭和60年）12月開店[4] - ?）

売場面積約220m2。
ビデオレンタル店。
- ダイイチウシオ雲山店（鳥取市雲山町[4]、1986年（昭和61年）1月開店[4]）

店舗面積約370m2、駐車台数約10台。
- 米子店（米子市米原字大沢11[2]、1975年（昭和50年）1月3日開店[3]）

延べ床面積約4,176m2、店舗面積約3,145m2、駐車台数約20台。
- インテルナウシオ米子店（米子市米原[6][7]、1985年（昭和60年）12月開店[6] - ?）

売場面積約2,145m2、駐車台数約20台。

#### 広報資料・プレスリリースなど一次資料
1. 1 2 3 4 5 6 7  “企業情報”.   株式会社ウシオ. 2024年10月3日閲覧。